# François Borne
François Borne (* 1840 in Montpellier; † 1920 in Toulouse) war ein französischer Flötist und Komponist.
Borne war Flötist am Grand Théâtre de Bordeaux und Professor für Flöte am Konservatorium von Toulouse. Gemeinsam mit dem Flötenbauer Djalma Julliot vervollkommnete er die Klappenmechanik der Böhm-Flöte (E-Mechanik).
Er komponierte zahlreiche Werke für die Flöte, darunter die Fantaisie brillante sur L’Africaine de Meyerbeer, pour flûte avec accompagnement de piano ou d’Orchestre (1885). Seine berühmteste Komposition ist die Fantaisie brillante pour flûte et piano nach Motiven aus Bizets Oper Carmen.